# 令旗 (旗幟)
令旗（發音：[səˈɲeɾə]，發音：[seˈɲeɾa]），即阿拉貢和加泰隆尼亞旗，是一面以紅黃橫紋組成的旗幟，泛指是現時的阿拉貢自治區旗和加泰隆尼亞自治區旗。紅黃橫紋代表了阿拉貢，此種橫紋常稱為阿拉貢橫紋（西班牙語：Barras de Aragón）。另外，法国东比利牛斯省（即所谓“北加泰罗尼亚”）的省旗也是不带纹章的令旗，只是色调与加泰隆尼亞的有所不同。

## 旗幟使用
配上阿拉貢紋章的令旗是阿拉貢自治區旗，而單面令旗則是加泰隆尼亞自治區旗，加泰隆尼亞使用令旗代表了加泰隆尼亞在以往是由阿拉貢國王統治的歷史。

## 歷史
令旗的起源仍然有廣泛的爭議。一些學者估計令旗由巴塞隆拿伯爵創造并擁有，而另一些學者估計令旗在阿拉貢地區創造出來，因為由12世紀中葉起，巴塞隆拿伯爵這一頭銜為歷代阿拉貢國王所擁有，所以才出現在巴塞隆拿的遺跡上。這傳說的另一個版本是虔誠者路易在征服巴塞羅那時繪製橫紋金盾，因而誕生了阿拉貢橫紋，可是這說法已經被否定。
無論如何，它起源於中世紀早期，以細小的標識出現在書寫和圖案遺跡中。1137年之後，阿拉貢王國與巴塞隆拿縣合併成為一個單一的王國，令旗就開始廣泛使用。及後阿拉貢王國與卡斯蒂利亚-莱昂的聯邦也使用此旗。
不過令旗在西班牙王位繼承戰爭結束後，费利佩五世成為西班牙國王，令旗就被當時的地區領袖取締。令旗在20世紀初以來，僅由加泰羅尼亞民族主義者，和西班牙第二共和國建立的加泰羅尼亞自治政府使用。

## 相關旗幟與標誌
加泰隆尼亞區旗的樣式在西班牙國旗四個自治區都可以看到（加泰羅尼亞，阿拉貢，巴利阿里群島，瓦倫西亞），而且西班牙國徽上也可以看到加泰隆尼亞區旗的影子。
標誌

西班牙國徽；左下有阿拉貢的紅黃橫紋

區旗

阿拉貢
巴利阿里群島
巴塞隆拿
巴塞隆拿省
卡斯特利翁-德拉普拉納
赫羅納省
加泰羅尼亞
伊維薩島
萊里達省
馬略卡島
梅諾卡島
華倫西亞
法國普罗旺斯-阿尔卑斯-蔚蓝海岸大区
法國朗格多克-魯西永大區
法国东比利牛斯省
法國洛澤爾省

歷史旗幟

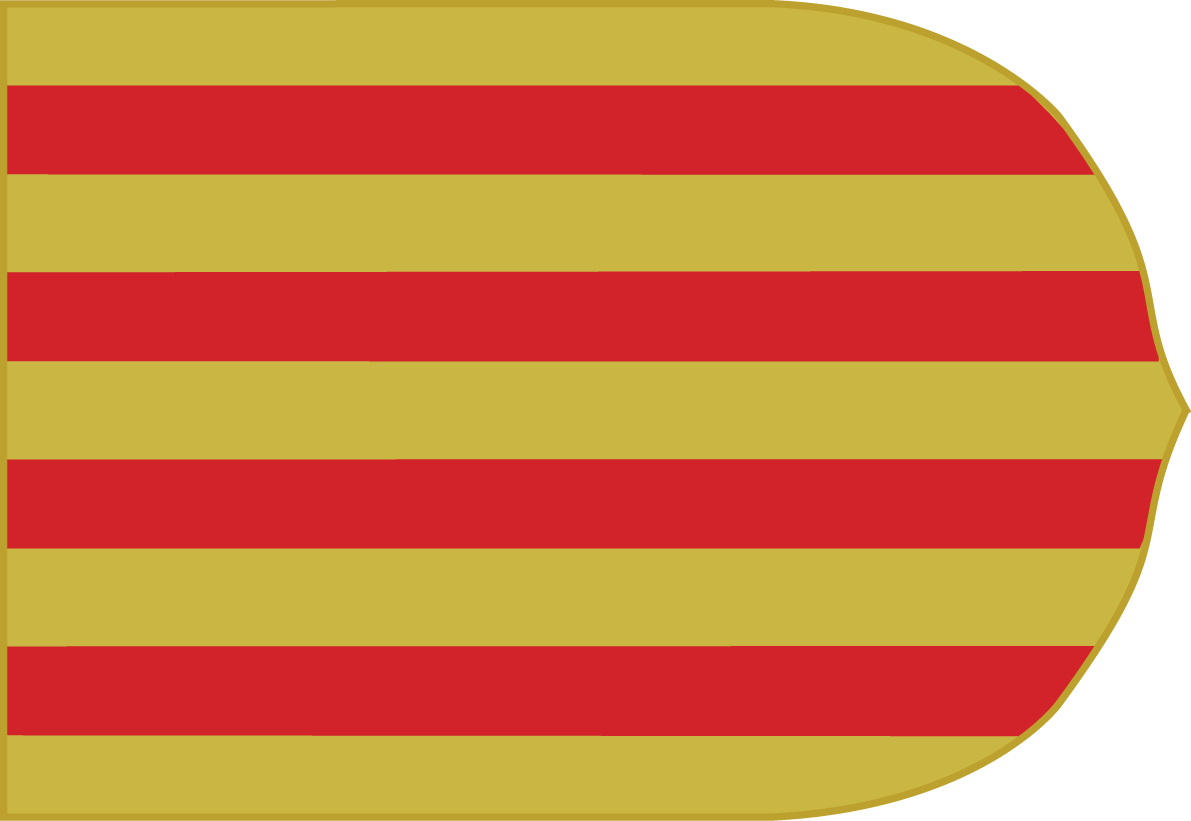
阿拉貢國王代表旗
華倫西亞征服者代表旗
魯西永
華倫西亞地區（1979－1980）
赫羅納省
萊里達省

衍生旗幟

加泰羅尼亞獨立運動旗幟（傳統版）
加泰羅尼亞獨立運動旗幟（左翼版）
阿拉貢民族主義運動旗幟
巴塞隆拿省

## 类似旗帜

越南国、越南共和国（南越）国旗（1949-1975）